# Вечерний Мурманск
Вечерний Мурманск — городская газета в Мурманске. Издается со 2 января 1991 года. Выходит 6 раз в неделю форматом А3,
объём 8-16 страниц. Средний тираж — 10 тысяч экземпляров, по субботам — 14 тысяч экземпляров. Тематика газеты: освещение событий в Мурманске и Мурманской области, аналитика и комментарии, обзор социальных вопросов и экономики, событий культурной и спортивной жизни.
Одна из популярных газет города.
Адрес редакции: 183032, г. Мурманск, Кольский проспект, 9.
Учредители — Администрация города Мурманска и трудовой коллектив редакции.
Газета зарегистрирована в Северо-Западном региональном управлении Государственного комитета РФ по печати, рег. № П 0663 от 14 декабря 1993 года.
12 ноября 2010 года впервые не вышел выпуск газеты. Тираж газеты был выпущен с подложной датой выпуска. Со слов редактора газеты Натальи Червяковой, глава города Степан Тананыкин просил её изменить дату, чтобы соблюсти сроки извещения депутатов о внеочередном заседании гордумы. Наталья Червякова делать это отказалась, и дата была изменена в типографии «Север».